# آستین موتور

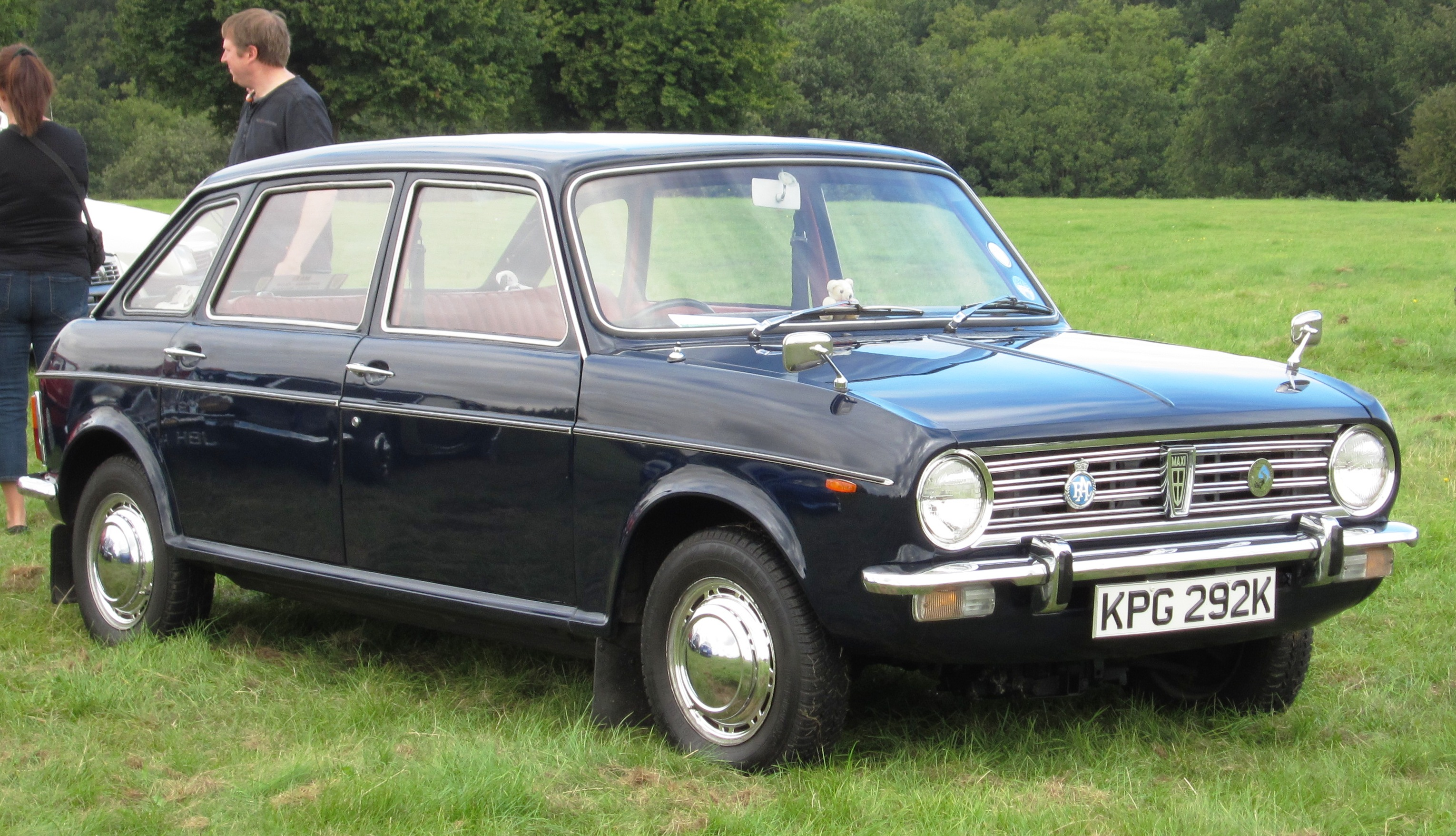
آستین ماکسی، مدل سال ۱۹۷۲

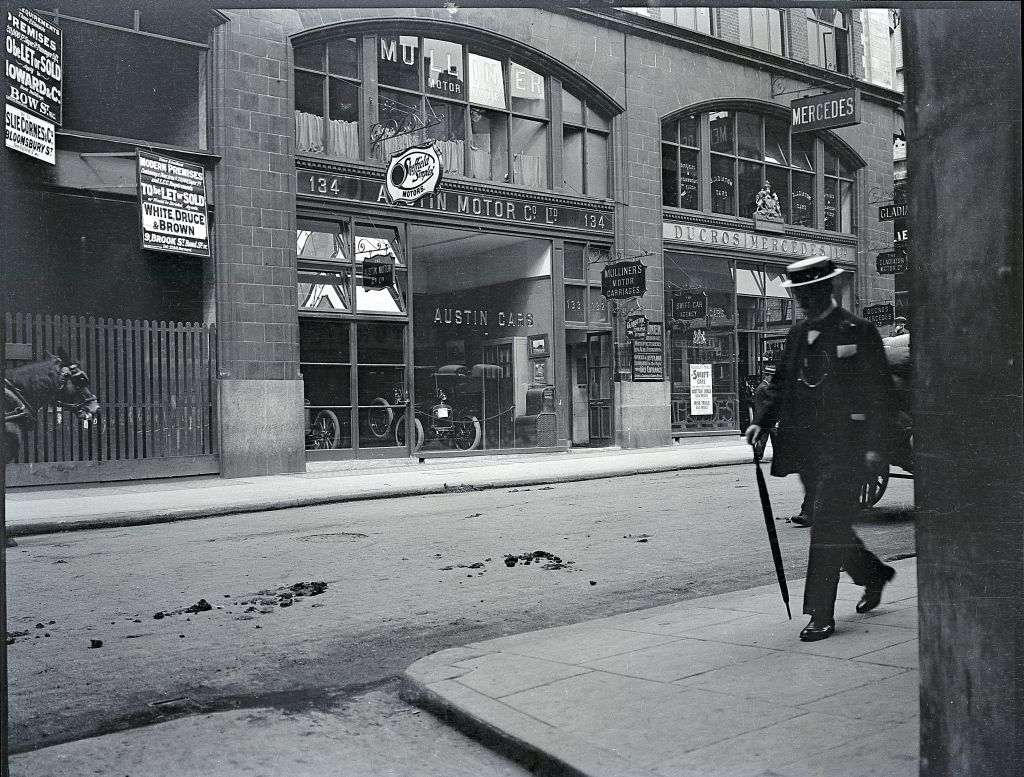
نمایشگاه محصولات آستین موتور در سال ۱۹۱۰، لندن

آستین موتور (به انگلیسی: Austin Motor) شرکت خودروسازی انگلیسی بود، که در سال ۱۹۰۵ توسط هربرت آستین، بارون آستین راه‌اندازی شد. این شرکت در سال ۱۹۵۲ در پی ادغام با شرکت موریس موتورز، کمپانی بی‌ام‌سی را تشکیل دادند، که هر دو شرکت پس از ادغام نیز به صورت مستقل به فعالیت‌هایشان ادامه دادند.
شرکت آستین در طول دهه‌های گذشته چندین بار میان خودروسازهای مختلف دست بدست شد. از ۱۹۶۷ تا ۱۹۸۶ متعلق به بریتیش لیلاند بود، در سال ۱۹۸۶ گروه روور آن را تصاحب نمود. در فاصله سال‌های ۱۹۸۸ تا ۱۹۹۴ به عنوان زیرمجموعه‌ای از بریتیش ارواسپیس فعالیت می‌کرد، در سال ۱۹۹۴ شرکت آلمانی ب ام و آستین را خریداری کرد و در سال ۲۰۰۰ آن را به گروه ام‌جی‌روور فروخت. در نهایت در سال ۲۰۰۵ در پی ورشکستگی این گروه، مالکیت به شرکت صنایع خودروسازی شانگهای رسید و در حال حاضر آستین موتور برندی از این شرکت چینی به‌شمار می‌آید.
از خودروهای تولید شده توسط شرکت آستین می‌توان به: آستین مونتگو، آستین مایسترو، آستین امبسدور، آستین الرگو، آستین کیمبرلی، آستین ۳ لیتر، آستین ای۴۰ فارینا، آستین ای۴۰ سامرست، آستین ای۳۰، آستین ای۴۰ اسپورت، آستین ای۴۰ دوون، آستین ۱۶ ایچ‌پی، آستین ۸، آستین ۱۰، آستین ۱۲/۶، آستین ۱۲/۴، آستین ۱۲ اچ‌پی، آستین مترو و آستین ۷ اشاره نمود.